# Gaertnera grisea
Gaertnera grisea är en måreväxtart som beskrevs av Joseph Dalton Hooker och Charles Baron Clarke. Gaertnera grisea ingår i släktet Gaertnera och familjen måreväxter. Inga underarter finns listade i Catalogue of Life.